# 충주호리조트관광호텔
충주호리조트관광호텔은 충청북도 충주시 동량면 호반로 675에 위치한 충주호 주변의 숙박 시설이다. 현존하는 충주시의 고층 건물 중 최고층 건물로 알려져 있다.

## 개요
1990년에 중원군 동량면 하천리 충주호 주변에 20층 높이의 건물로 완공되어 '한국코타레저타운'이라는 이름으로 개관했다. 이후, 현재의 이름인 충주호리조트관광호텔로 개명했다. 2014년에 봉방동에 위치한 푸르지오 아파트가 27층 높이로 완공되면서 충주 최고층 건물의 타이틀을 내주었다.